# 119e division d'infanterie (Chine)
La 119e division d'infanterie de Chine est une division de l'Armée de terre chinoise. Elle a participé à la guerre de Corée.